# Gaupnefjord
Der Gaupnefjord (norwegisch Gaupnefjorden) ist ein etwa vier Kilometer langer norwegischer Fjord, der nach dem Ort Gaupne in der Provinz Vestland benannt ist.
Der Gaupnefjord ist ein Seitenarm des Lustrafjords, der seinerseits ein seitlicher Arm des Sognefjords ist. Er zweigt auf der Westseite des Lustrafjords ab und verläuft dann vier Kilometer in nordwestlicher Richtung. Der Fjord erreicht nach Osten hin Tiefen von bis zu 300 Metern. An seinem Ende befindet sich der namengebende Ort Gaupne, am Südufer Marifjøra. Am Ufer verläuft der Riksvei 55, der den Fjord, beginnend in Marifjøra, westlich umrundet.
Am nördlichen Ende in der Ortslage von Gaupne mündet der Jostedøla und der Bach Kvernelvi in den Fjord. In Marifjøra mündet der Dalselvi ein. Am südöstlichen Ende des Fjords erhebt sich der Berg Molden.